# Terremoto di Istanbul del 2019
Il terremoto di Istanbul del 2019 è stato un terremoto di magnitudo 5,7 Mw che ha avuto luogo nel Mar di Marmara, a circa 40 km a sud-ovest di Istanbul, in Turchia, il 26 settembre 2019 alle 13:59 ora locale (10:59 UTC).  Una persona morì a causa di un infarto e altre 43 rimasero ferite. Il terremoto fu avvertito nelle province di Istanbul, Tekirdağ, Kırklareli, Kocaeli e Sakarya.

## Geologia
Il Mar di Marmara è un bacino a pull-apart formato in corrispondenza di una curva estensionale nella faglia nord anatolica (North Anatolic Fault in Inglese, di seguito "NAF"), la quale è una faglia a scorrimento orizzontale laterale destro. A est del Mar di Marmara la NAF si divide in tre rami principali; mentre il sinuoso ramo meridionale si dirige verso l'interno in direzione sudovest fino a Ayvacik, dove raggiunge il Mar Egeo vicino allo sbocco meridionale dei Dardanelli, gli altri due rami principali (settentrionale e centrale) della NAF, trovandosi sotto il Mar di Marmara a circa 100 km di distanza, formano il mare stesso, incontrandosi nuovamente sotto l'Egeo settentrionale. All'interno del Mar di Marmara c'è un bacino a pull-apart più piccolo, chiamato North Marmara Fault System ("NMFS"), il quale collega i tre bacini sottomarini (da W a E: di Tekirdağ, Centrale e di Çınarcık) con le faglie di Izmit e di Ganos (entrambe nell'entroterra). Questa zona di estensione locale si manifesta quando il confine trasforme tra la placca anatolica e la placca eurasiatica a ovest di İzmit si sposta verso nord, dalla faglia di Izmit fino alla faglia di Ganos. Vicino a Istanbul il lato nord del pull-apart NMFS coincide con il ramo settentrionale della NAF ed è un singolo segmento di faglia principale con una curva stretta. A ovest, la faglia va in direzione ovest-est ed è di tipo a scorrimento orizzontale puro. A est, la faglia si dirige da nordovest a sudest e mostra evidenza di un movimento in parte normale e in parte a scorrimento orizzontale puro.

## Sisma
Tre giorni prima del terremoto principale, il 23 settembre, si verificò una scossa di magnitudo 4,6 gradi a sud-ovest di Istanbul. Due ore prima del terremoto, alle ore 12:00, si verificò un terremoto di magnitudo 2,9 a Silivri.
Il terremoto si verificò alle 13:59 ora locale al margine occidentale del segmento di Kumburgaz della faglia nordanatolica sotto il Mar di Marmara, a una profondità di 6,99 km, come movimento trascorrente. Diverse fonti indicano una magnitudo di 5,7 Mw e 5,8 ML.
Dopo il terremoto principale furono segnalate oltre 300 scosse di assestamento.

## Danni
Scuole e ospedali furono evacuati dopo il sisma. Il governatore di Istanbul, Ali Yerlikaya, annunciò la chiusura delle scuole per l'intera giornata. L'AFAD suggerì di non accedere agli edifici danneggiati. Una scossa di assestamento di magnitudo 4.1 venne segnalata 25 minuti dopo la scossa principale.
Il primo comunicato del presidente Recep Tayyip Erdoğan parlava di 8 feriti.
Comunicazioni successive hanno parlato di 43 feriti, per lo più causati dal panico, e di una persona con una patologia cardiaca accertata deceduta a causa di un infarto.
Dopo il terremoto vennero registrate 188 scosse di assestamento con magnitudo massima pari a 4,1. Un totale di 473 edifici sono stati segnalati come danneggiati all'AFAD.
Ad Avcılar crollò Un minareto della moschea di Hacı Ahmet Tükenmez. A Balat tre vecchi edifici protetti furono danneggiati e successivamente demoliti nel pomeriggio dal comune. I decolli e gli atterraggi all'aeroporto Sabiha Gökçen vennero temporaneamente sospesi, ma le operazioni di volo ripresero dopo che la pista venne controllata per potenziali danni e dichiarata sicura.
L'AFAD segnalò danni alle mura della città vicino all'Università Biruni di Istanbul, crepe in alcuni edifici in alcuni quartieri, danni a due edifici a Sultangazi ed Eyüp e l'evacuazione di un edificio a Şirinevler.
La copertura di telefonia mobile di Türk Telekom, Turkcell e Vodafone fu interrotta a livello nazionale per un certo periodo dopo il terremoto, mentre i servizi Internet mobili e le linee fisse non furono interessati.